# Toby Tanser
Toby Tanser, född 1968, är en före detta friidrottare (långdistanslöpare). Han har tävlat för Spårvägens FK.